# كين هوليس
كين هوليس (بالإنجليزية: Ken Hollis)‏ هو شخصية أعمال وسياسي أمريكي، ولد في 13 مارس 1942 في الإسكندرية في الولايات المتحدة، وتوفي في 10 سبتمبر 2010. حزبياً، نشط في الحزب الجمهوري. وقد انتخب عضو مجلس ولاية لويزيانا.